# A Selection Unnatural
A Selection Unnatural è un singolo del gruppo musicale statunitense The Black Dahlia Murder, pubblicato nel 2009.

## Tracce
1. A Selection Unnatural – 2:50

## Formazione
- Trevor Strnad - voce
- Brian Eschbach - chitarra ritmica
- Ryan Knight - chitarra solista
- Bart Williams 	basso
- Shannon Lucas - batteria